# Rob Portman
Robert Jones Portman (19 de diciembre de 1955), más conocido como Rob Portman, es un abogado y político estadounidense afiliado al Partido Republicano. Fue senador por Ohio desde 2010 hasta 2023. Fue director de la Oficina de Administración y Presupuesto de la Casa Blanca entre 2006 y 2007, representante de Comercio Exterior entre 2005 y 2006, y congresista por Ohio de 1993 a 2005.

## Carrera

### Primeros años
Nació en Cincinnati, Ohio. Se graduó en Antropología por la Dartmouth College, y se doctoró en Derecho por la Universidad de Míchigan. Inició su carrera profesional como abogado dedicado a casos de comercio internacional en un despacho de Washington D. C. (1984-1986). De vuelta en Cincinnati, trabajó en el despacho de abogados Graydon Head & Ritchey LLP.
En 1989 se trasladó a la Casa Blanca como consejero asociado del presidente George H. W. Bush. Dirigió la Oficina de Asuntos Legislativos de la Casa Blanca hasta 1991.

### Congresista
En 1992 fue elegido para la Cámara de Representantes por el 2.º distrito congresional de Ohio, que comprende los suburbios de Cincinnati. Sería reelegido seis veces: en 1994, 1996, 1998, 2000, 2002 y 2004.
En sus doce años en el Congreso, copatrocinó una docena de proyectos que se convirtieron en leyes. Entre ellos, la reforma de la Agencia Tributaria, o la reforma de los llamados "mandatos no financiados", reglamentaciones que exigen que los estados actúen pero no proveen fondos para financiar esas actividades. También participó en la redacción de legislación para eliminar los impuestos sobre ganancias de capital por la venta de la mayoría de casas, y tres proyectos para la prevención de drogas.
Fue miembro del poderoso Comité de Medios y Recursos de la Cámara de Representantes, y vicepresidente del Comité de Presupuesto. Muy cercano al Presidente George W. Bush, actuó como enlace entre los republicanos del Congreso y la Casa Blanca en el primer mandato de Bush.

### En la Administración Bush
El 17 de marzo de 2005 fue nombrado Representante de Comercio Exterior por George W. Bush. El cargo le otorgaba rango de embajador y de miembro del Gabinete. El 18 de abril de 2006, fue promovido para el puesto de director de la Oficina de Administración y Presupuesto de la Casa Blanca. En esa responsabilidad le tocó supervisar la agencia responsable de formular los presupuestos anuales que el presidente envía al Congreso, así como las iniciativas de gasto que suelen ser discutidas por los legisladores.
Tuvo que lidiar con el déficit presupuestario surgido de la fuerte expansión de los gastos públicos en el primer mandato de Bush, y continuar con el plan para recortar el déficit a la mitad para el 2009, desde un máximo proyectado de 521.000 millones de dólares del año fiscal del 2004, y eliminarlo para 2012. Para ello planteó recortes continuados en los gastos domésticos y en programas como los subsidios agrícolas, y menores desembolsos en programas como Medicare y Medicaid. 
El 19 de junio de 2007, anunció su dimisión alegando razones familiares.

### Senador
En noviembre de 2010, fue elegido Senador por el estado de Ohio tras derrotar 57 % a 39 % al demócrata Lee Fisher.
Es miembro de cuatro comités del Senado: el de Presupuestos, el de Servicios Armados, el de Energía y Recursos Naturales, y el de Seguridad Nacional y Asuntos Gubernamentales.
Es uno de los senadores que más dinero ha recibido de la Asociación Nacional del Rifle, que le ha donado 3.061.941 de dólares.

## Vida personal
Está casado y tiene tres hijos. Actualmente presta servicios en la firma jurídica global Squire, Sanders & Dempsey, y reside en Terrrace Park, Ohio. Es miembro de la iglesia metodista. También es autor de varios libros.